# Guillermo Lariguet
Guillermo Claudio Lariguet (Córdoba, Argentina, 1972) es un filósofo analítico y jurista argentino, dedicado a temas del área de filosofía práctica: filosofía del derecho, ética y filosofía política. Es investigador independiente del CONICET, miembro del Programa de Ética y Teoría Política de la Universidad Nacional de Córdoba y profesor asociado de Ética en la carrera de Filosofía de la Universidad Nacional del Litoral. En 2016 obtuvo un Premio Konex por sus investigaciones en ética.

## Biografía
Lariguet nació en la ciudad de Córdoba, en la provincia homónima de Argentina, en 1972. Estudió derecho en la Facultad de Derecho y Ciencias Sociales de la Universidad Nacional de Córdoba (1997) y obtuvo su doctorado en la misma casa de altos estudios (2004) bajo la dirección del filósofo del derecho Ricardo Caracciolo. Su tesis se transformaría en su libro Dogmática jurídica y aplicación de normas (2007). En el año 2008 realizó una estancia postdoctoral en el Instituto de Investigaciones Filosóficas de la Universidad Nacional Autónoma de México, y en el año académico 2017-2018 fue profesor visitante en el Departamento de Filosofía del Derecho y Derecho Internacional Privado de la Universidad de Alicante.
Sus primeros trabajos se enmarcaron en el ámbito de la filosofía del derecho, en especial, aunque no exclusivamente, en el estatus de la dogmática jurídica. Posteriormente, su trabajo se ha concentrado  en forma preponderante en la filosofía  moral y, en menor medida, en algunas cuestiones puntuales de filosofía política. En el ámbito de la ética, sus trabajos se han centrado en las nociones de dilema moral y caso trágico, en conexión con la discusión del alcance del pluralismo de valores y la tesis de la inconmensurabilidad evaluativa. Asimismo, ha trabajado tópicos relativos a la noción de experimentación o anti-teoría en ética y al alcance del análisis conceptual, en particular referido al contexto práctico. Ha trabajado, además, en temas referidos a la intersección entre literatura y ética y actualmente se concentra en temas metaéticos, particularmente en los desafíos y límites del realismo moral. Si bien es un filósofo analítico, ha entrado en diálogo con otras tradiciones filosóficas como por ejemplo la ética del discurso. Un ejemplo de ese intercambio es libro Ética y conflicto (2012) que lo tiene como coautor junto a Ricardo Maliandi y Alberto Damiani, exponentes argentinos de la ética convergente y la ética del discurso respectivamente.

## Obra
- 2007. Dogmática jurídica y aplicación de normas. Un análisis de las ideas de autonomía de ramas jurídicas y unidad del derecho. Editorial Fontamara, México, con prólogo de Fernando Atria.

- 2008. Problemas del conocimiento jurídico, con prólogo de Daniel Cesano, Ediar, Buenos Aires.

- 2008. Dilemas y conflictos trágicos. Una investigación conceptual, con prólogo de Manuel Atienza, Palestra-Temis, Lima-Bogotá.

- 2008. Els dilemes morals, en coautoría con David Martínez Zorrilla, EDIUOC, Barcelona.

- 2011. Encrucijadas Morales. Una aproximación al impacto de los dilemas en el razonamiento práctico, con prólogo de René González de la Vega, Theoria Cum Praxi, Plaza y Valdés, Madrid.

- 2011. Dilemas Constitucionales. Un debate sobre sus aspectos jurídicos y morales, Zucca, Lorenzo, Lariguet, Guillermo, Martínez Zorrilla, David, Álvarez, Silvina, Marcial Pons, Madrid.

- 2012. Virtudes, ética profesional y derecho. Una introducción filosófica. B de F, Buenos Aires.

- 2013. Problemas de Filosofía del Derecho. Nuevas Perspectivas. Compilado con René González de la Vega. Con la participación de Alberto Puppo, Édgar Aguilera, Roberth Uribe, Óscar Pérez de la Fuente, David Martínez, Rogelio Larios, Lucila Caballero, Txetxu Ausín, Lorenzo Peña, Guillermo Lariguet, Amalia Amaya, René González de la Vega. Temis, Bogotá.

- 2016. Metodología de la Investigación Jurídica. Propuestas Contemporáneas. Prólogo y compilación, Brujas-Centro de Investigaciones Jurídicas y Sociales, Universidad Nacional de Córdoba, Córdoba.

- 2016. Democracia. Perspectivas sociales y económicas. En la Colección Filosofía, Política y Argumentación, coordinado junto a Hugo Seleme, Oscar Pérez de la Fuente y René González de la Vega, B de F, Buenos Aires-Montevideo.

- 2017. Democracia. Perspectivas políticas, morales y deliberativas. En la Colección Filosofía, Política y Argumentación, coordinado junto a Hugo Seleme, Oscar Pérez de la Fuente y René González de la Vega, B de F, Buenos Aires-Montevideo.

- 2017. Dilemas en la moral, la política y el derecho. En la Colección Filosofía, Política y Argumentación, B de F, Buenos Aires-Montevideo.

- 2017. La urdimbre de la razón: ensayos de filosofía teórica y práctica contemporáneos, edición y prólogo, Kazak Ediciones, Mar del Plata.
- 2018. Gobierno abierto y ética (enlace roto disponible en Internet Archive; véase el historial, la primera versión y la última)., compilado junto a Jaime Rodríguez Alba, Editorial de la Universidad Nacional de Córdoba, Córdoba, Argentina.
- 2019. Cuando los filósofos políticos se equivocan: un ensayo sobre el fantasma de Siracusa, Editorial Brujas, Córdoba, Argentina.
- 2020. La ética frente al espejo: ensayos sobre filosofía moral, literatura y derecho, Tirant lo Blanch, Valencia, España.
- 2022. La dimensión moral del derecho, prólogo de Hugo Seleme, Astrea, Buenos Aires, Argentina.
- 2022. Filosofía: una introducción para juristas, editado junto a Daniel González Lagier, Trotta, Madrid.
- 2023. El odio y la ira: furias desatadas en la democracia actual, Prohistoria Ediciones, Rosario, Argentina.
- 2023. La metaética puesta a punto, compilado junto con María Sol Yuan y Nicolás Alles, Ediciones UNL, Santa Fe, Argentina.